# Regio X Venetia et Histria
La regio X era una delle regiones in cui Augusto divise l'Italia intorno all'anno 7 d.C., denominata oggi comunemente regio X Venetia et Histria.

## Denominazione
Le denominazioni delle regioni augustee erano solo numerali, e solo le fonti accademiche attuali usano attribuire al numeronimo ufficiale romano un aggettivo che ne designa il territorio. Alla regione fu aggiunto il toponimo Venetia, per via dei veneti, la popolazione ivi stanziata secoli prima della espansione romana, mentre Histria deriva dalla tribù illirica degli histri.

## Territorio

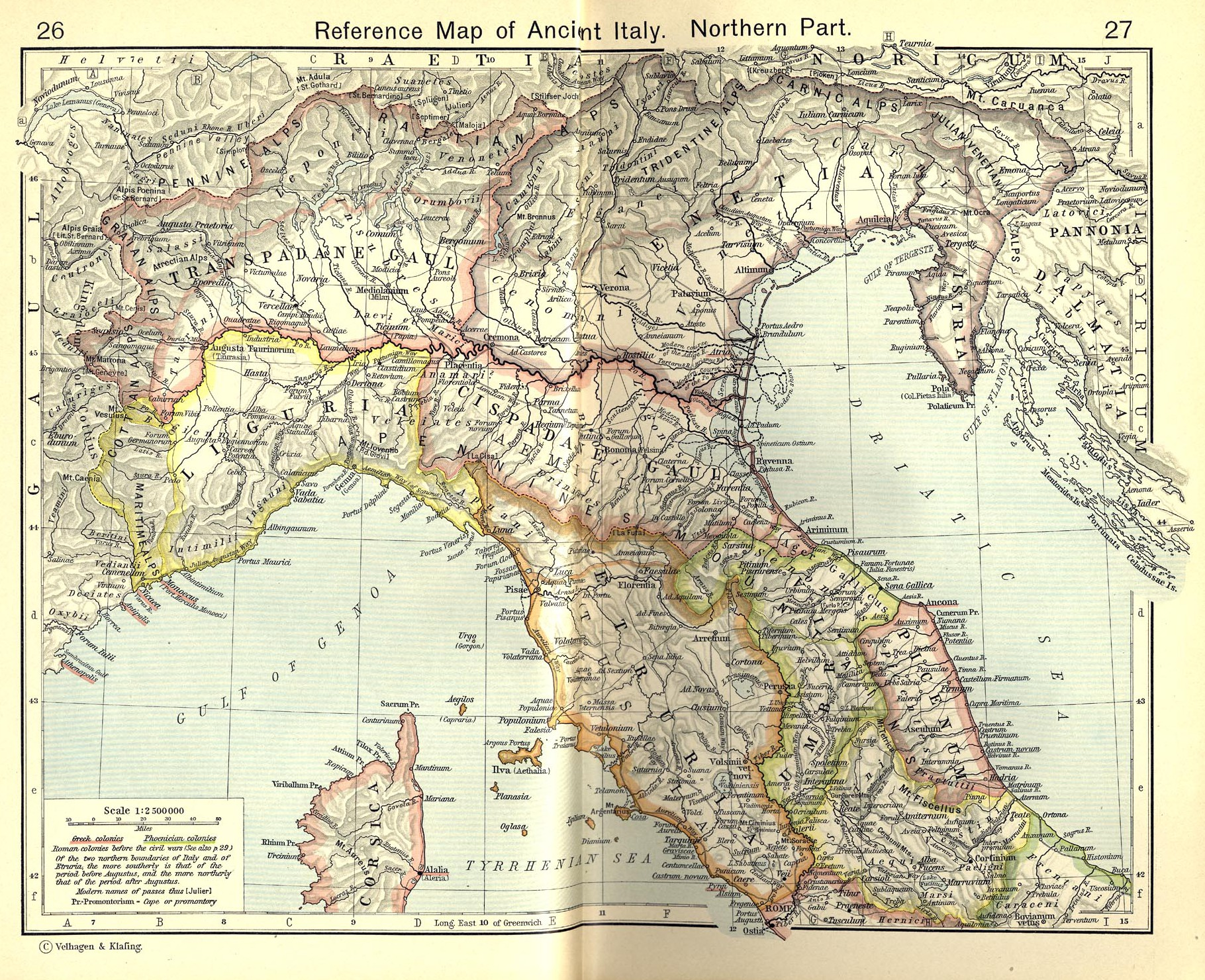
La Regio X "Venetia et Histria"

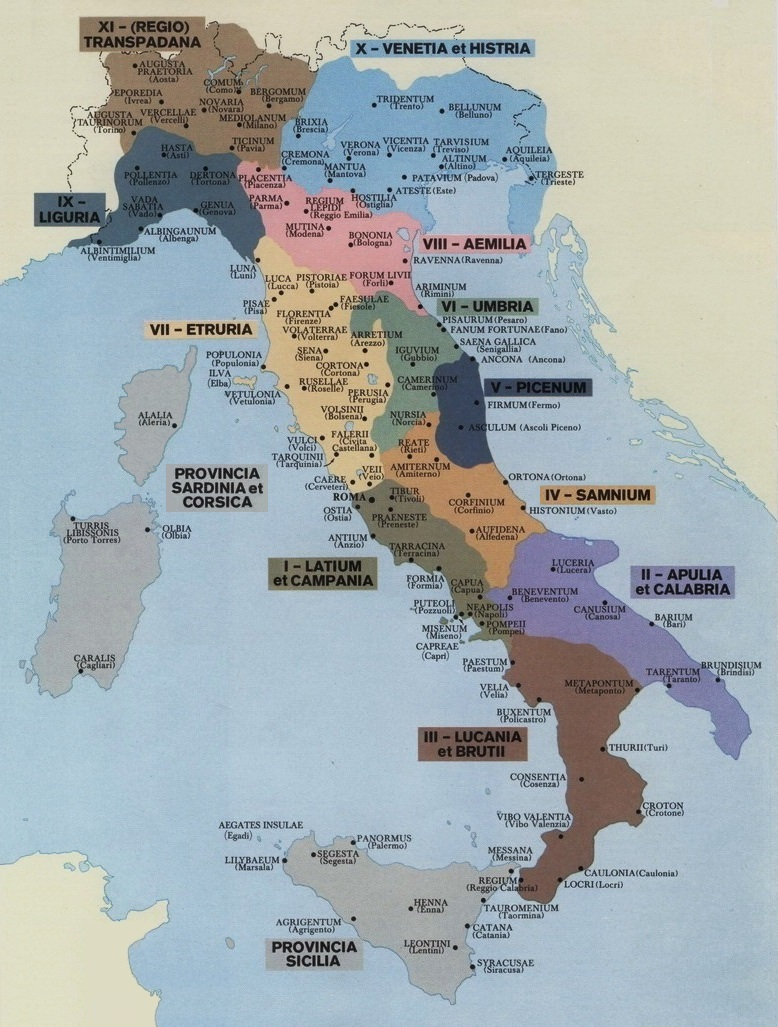
Le regioni dell'Italia al tempo di Augusto (7)

Il Venetorum angulus da Augusto (che ne definì il confine orientale, stabilendone la coincidenza col fiume Arsa nell'anno 7, prima che, nel II secolo, il confine fosse spostato al fiume Eneo, includendo, dopo Tergeste e Pola – ribattezzata Pietas Jiulia in onore di Giulio Cesare – anche Tarsatica, cioè l'attuale Fiume) in avanti era detto Decima Regio, e comprendeva non soltanto l'attuale Veneto, ma anche il Friuli, con la Carnia, la Venezia Giulia (delimitata a est dal crinale delle Alpi Giulie), con il Carso e l'Istria, e il Trentino e una parte dell'Alto Adige, i territori di Cremona, Brescia e anche Mantova.
La Venetia era la parte abitata dal popolo, dal quale prende il nome, dei Veneti, che erano stanziati tra l'Adige (??) e il Tagliamento. Un popolo già noto ai Greci e agli Etruschi con i quali commerciava, mentre il Friuli centro-orientale era abitato in prevalenza da genti celtiche, tra le quali si ricordano i Carni e, tra l'Oglio e l'Adige, importanti stanziamenti di Cenomani. La colonizzazione romana ebbe inizio nel II secolo a.C., periodo nel quale avviene la deduzione di Aquileia (181 a.C.) come colonia di diritto latino e soprattutto come postazione difensiva contro le invasioni da oriente. L'Istria era abitata dagli Histri, a nord dei quali erano stanziati i Giapidi e a est, lungo la costa centrale del Quarnaro, erano stanziati i Liburni.
Importanti centri della regione, all'epoca parte della X Regio, erano, oltre a Castrum Silicanum e Pons Aesontii (i due insediamenti antecedenti Gorizia), Tergeste (Trieste) e Pietas Jiulia (Pola), anche Pucinum, Piranum, Silvo, Parentium, Nesactium, Albona, Flanona.
Nella Venetia non sono mai esistiti gli Illiri di cui è dibattuta l'esistenza, mentre vi erano i galli cenomani a Bergamo (non in questa Regio) e Brescia ben integrati con i veneti tanto che, durante la grande guerra gallica nel 225 a.C., quando i boi e gli insubri presero le armi contro Roma, i cenomani, così come i loro vicini i veneti, conclusero un'alleanza con la Repubblica romana, e le due nazioni insieme apprestarono una forza di 20.000 uomini, con la quale minacciarono la frontiera insubre.

## Città

### Altino

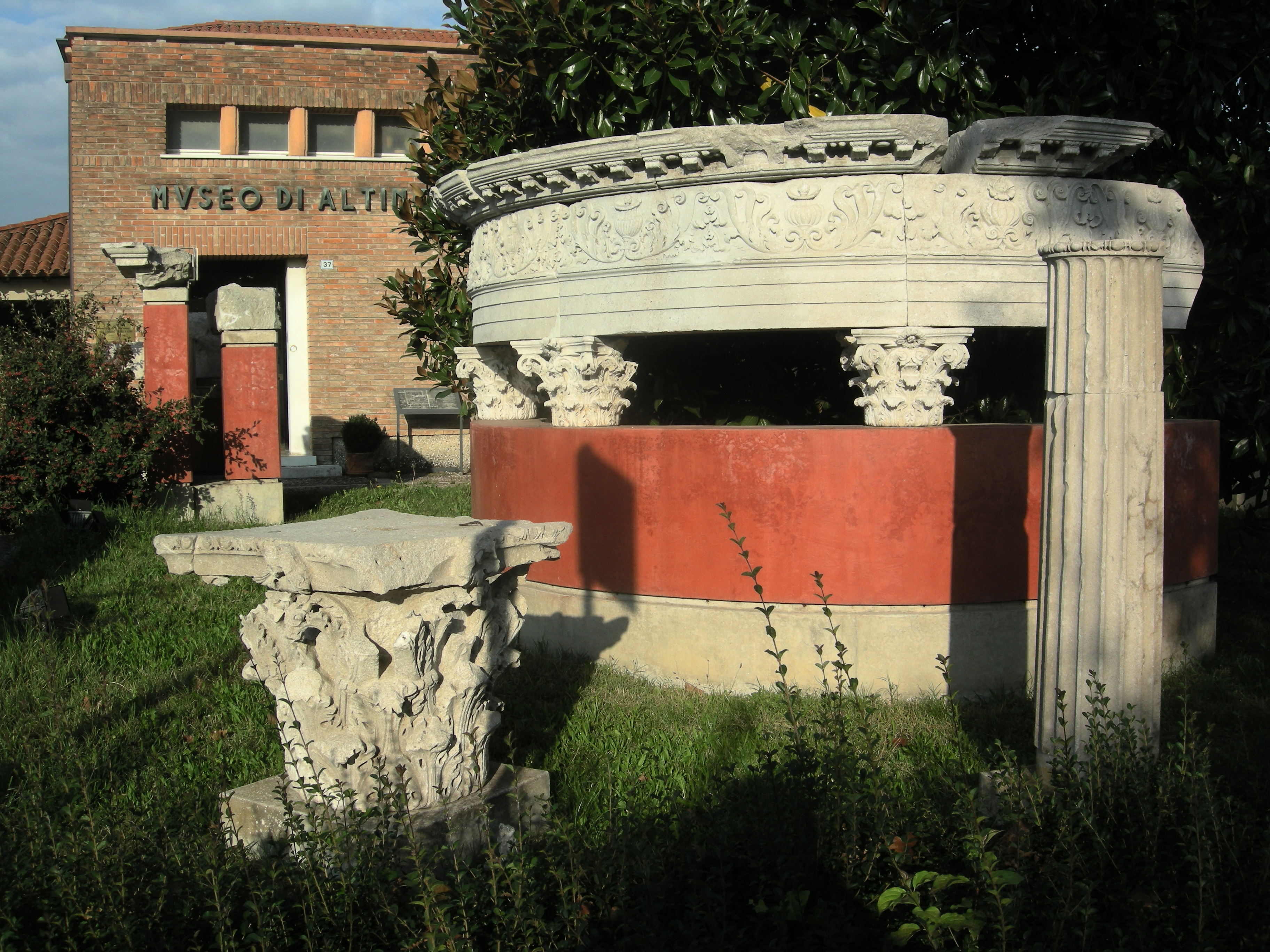
Rovine romane ad Altino

Altinum era un antico insediamento paleoveneto localizzato nell'attuale comune di Quarto d'Altino, in provincia di Venezia. Dopo la conquista romana si evolse in un importante scalo commerciale all'incrocio tra la Via Claudia Augusta e la Via Annia, grazie alla sua posizione baricentrica tra il Mare Adriatico, Patavium e Aquileia.

### Aquileia

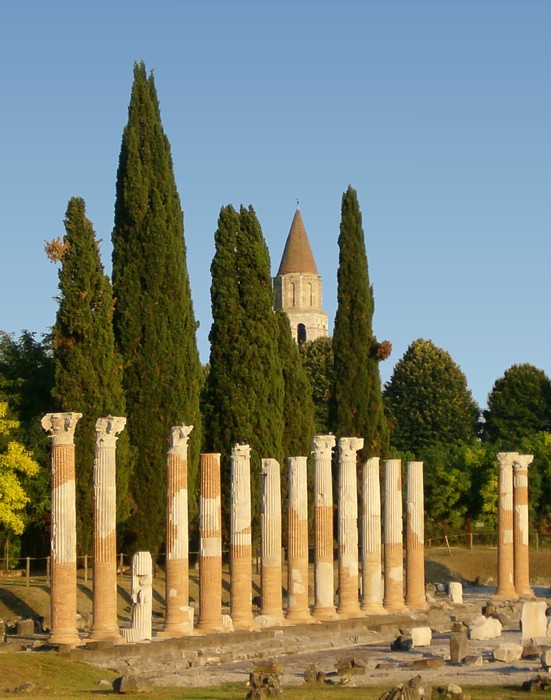
Rovine romane ad Aquileia

Aquileia era situata nell'odierno Friuli, la quarta città della penisola come numero di abitanti, che si stima fosse attorno alle 200.000 unità. Importante porto fluviale sul fiume Natissa, era lo snodo dei traffici adriatici verso l'Europa settentrionale (via Iulia Augusta) e verso l'Illiria.
Aquileia doveva la sua importanza principalmente alla sua posizione strategica ai fini commerciali e militari, dato che sorgeva sul mare Adriatico e in prossimità delle Alpi orientali in modo da permettere a Roma di controllare più efficacemente l'Europa orientale. Nelle sue campagne militari, Giulio Cesare era solito portare le sue legioni a svernare proprio ad Aquileia.
Il greco Strabone, geografo di età augustea, in una sequenza della sua opera annota che il porto di Aquileia (la colonia romana "edificata come baluardo contro i barbari"), emporio per i popoli illirici abitanti lungo l'Istro (Danubio), si incontra risalendo per 60 stadi il Natisone (ora tributario dell'Isonzo, ma che allora sfociava direttamente in mare attraverso la laguna).
Successivamente, con il crollo dell'Impero occidentale Aquileia, già danneggiata da numerose invasioni barbariche tra cui quella degli Unni di Attila che la rasero letteralmente al suolo, perse notevolmente la sua importanza economica e commerciale e mantenne solamente quella religiosa, essendo la sede del Patriarcato di Aquileia; la Venetia si smembrò, e le invasioni barbariche ne favorirono il processo.

### Brixia

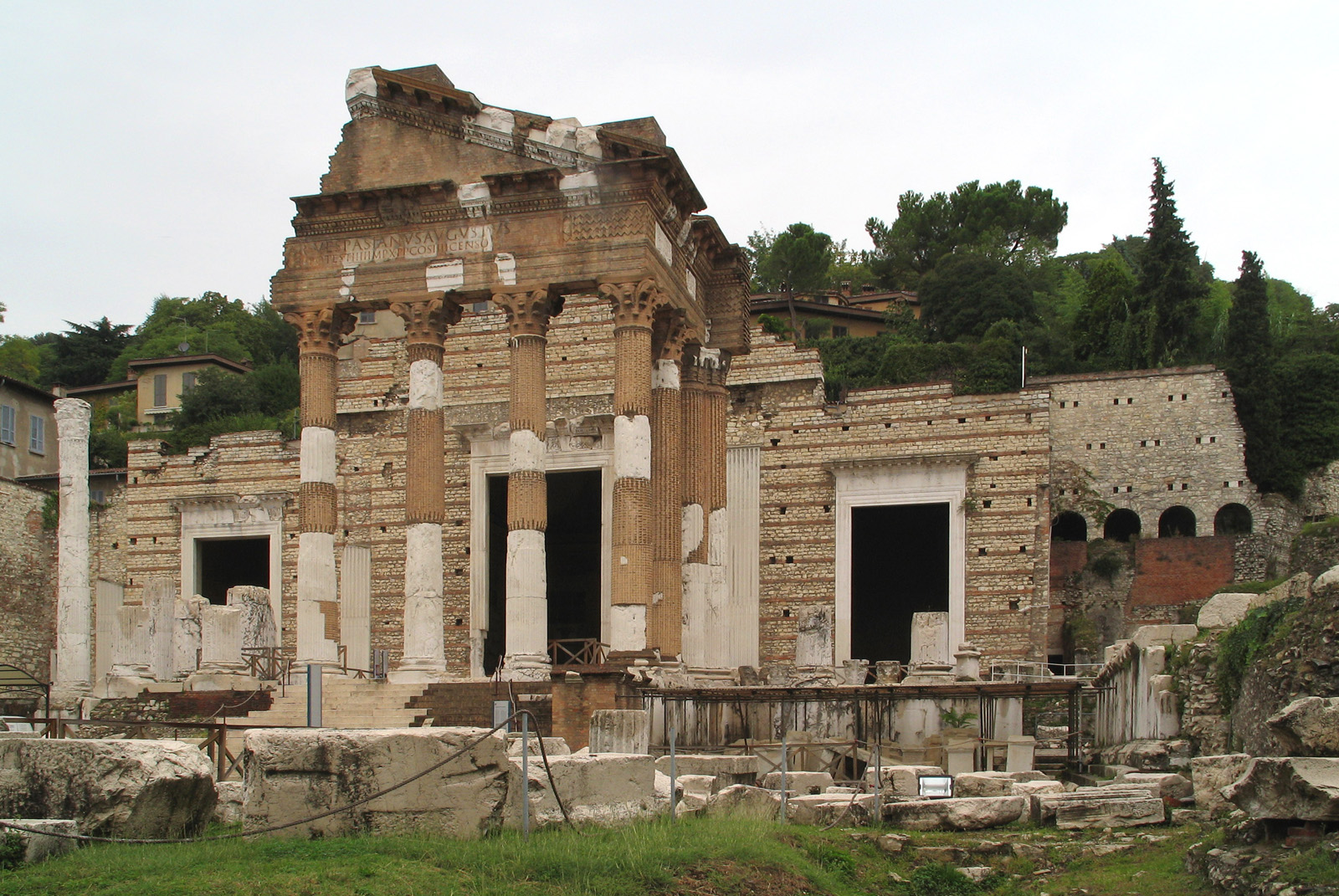
Il tempio Capitolino di Brescia

Brixia, l'attuale Brescia, secondo la leggenda pare che sia stata fondata da Cidno re dei Liguri, popolazione affine alla Cultura di Polada, venne successivamente invasa dalla tribù gallica dei Cenomani, i quali si allearono con Veneti e Romani contro gli Insubri e le altre tribù celtiche. Nell'89 a.C. con la Lex Pompeia, i Cenomani vennero iscritti con i Patavium alla tribù Fabia, con nome di Brixiani. Nel 7 d.C. Brixia andò a far parte della Regio X. La Brixia romana era un importante centro religioso, inserito amministrativamente nella Regio X Venetia et Histria, aveva ben tre templi di cui uno è parzialmente visibile ai giorni nostri e gli altri due, di dimensioni molto maggiori, sorgevano ove sorge attualmente il castello. Vennero costruiti l'acquedotto, il teatro, peraltro utilizzato anche in epoca medievale, le terme dove ora sorge la Rotonda (ovvero il Duomo Vecchio) e nelle vicinanze di quella che oggi è piazza Tebaldo Brusato, e sotto il regno di Vespasiano il tempio capitolino con il Foro a esso adiacente.

### Cremona
Cremona venne fortificata dai romani nel 218 a.C. come castrum, insieme con la città di Placentia (Piacenza), in riva al Po. Fu un importante centro dell'area padana durante tutto il periodo repubblicano. Nel 69 fu assediata e distrutta dalle truppe di Vespasiano e successivamente riedificata con l'aiuto dello stesso imperatore. Per un lungo periodo la città scompare dalle cronache della storia, citata solo in pochi documenti, o nominata per la provenienza di qualche personaggio storico.

### Forum Julii
Il legame tra Giulio Cesare e queste terre è testimoniato dal fatto che il nome Friuli deriva proprio da Forum Iulii, ovvero il foro di Giulio, l'attuale Cividale del Friuli. Nel V secolo, dopo la distruzione di Aquileia da parte degli Unni, Cividale crebbe per numero di cittadini e importanza strategica.

### Iulia Concordia
Iulia Concordia, l'attuale Concordia Sagittaria, in provincia di Venezia, si trovava presso l'incrocio della Via Annia con la Via Postumia nel territorio compreso tra i fiumi Livenza e Tagliamento. La data di deduzione della colonia si colloca probabilmente tra il 40 a.C. e il 42 a.C.. La città disponeva di uno scalo marittimo, il portus Reatinum, localizzato nel sito dell'attuale città di Caorle.

### Iulium Carnicum
L'antica città romana Iulium Carnicum, fondata nel I secolo a.C. (oggi Zuglio, in provincia di Udine), fu vicus, municipium e quindi colonia romana. In età tardoromana, gota e longobarda, fu sede episcopale (IV-VIII secolo). La diocesi, suffraganea di Aquileia, estendeva la sua giurisdizione alla Carnia e al Cadore. Assunse un rilievo sempre maggiore per la sua posizione strategica, che permetteva di controllare la Via Iulia Augusta, la quale attraverso l'impervio passo di Monte Croce Carnico conduceva alle regioni del Norico.

### Opitergium

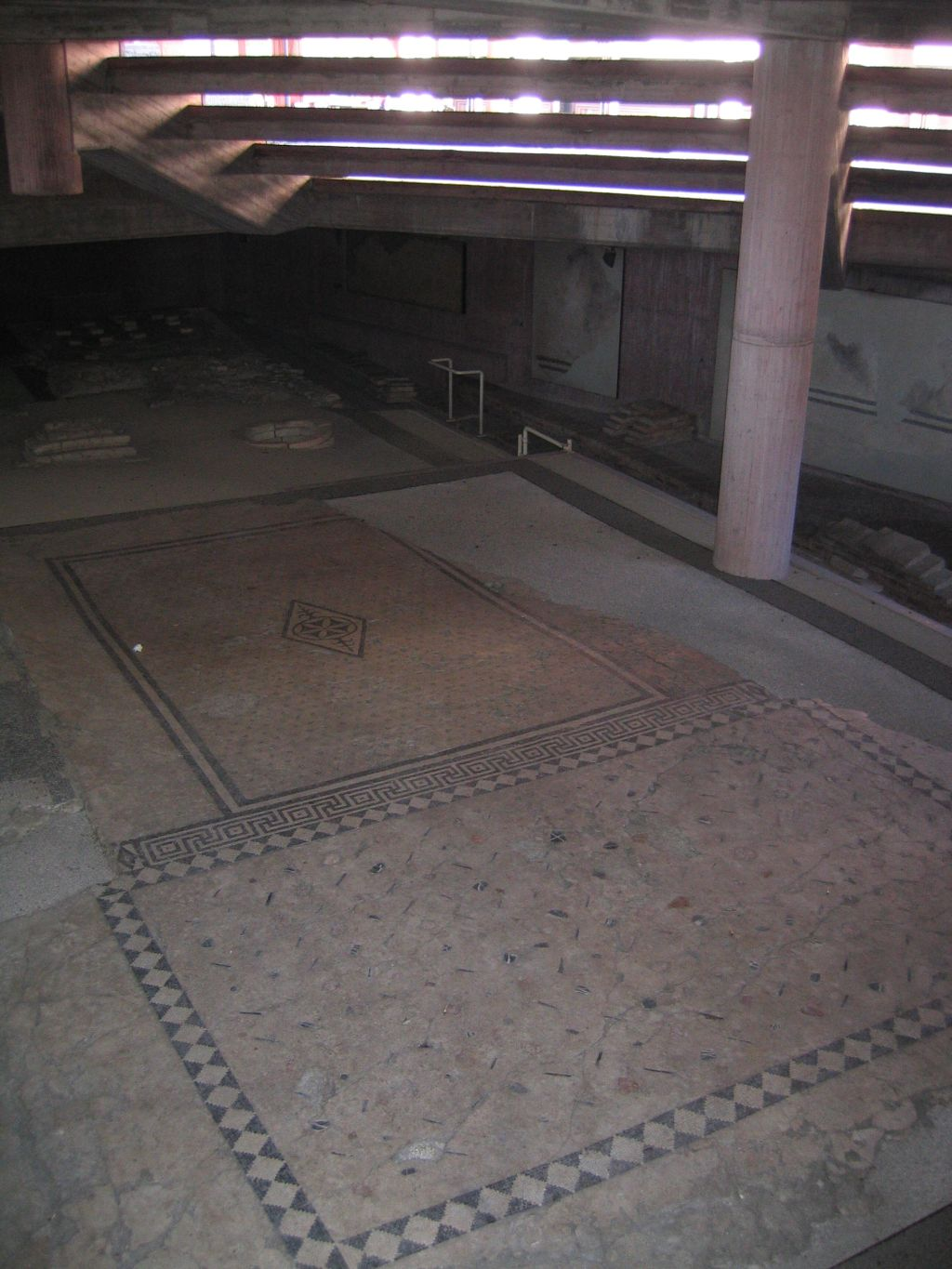
Oderzo, scavi archeologici

L'attuale Oderzo, di fondazione paleoveneta, passò gradualmente sotto il controllo romano diventando municipium al termine della Guerra farsalica (49 a.C.) per volere di Gaio Giulio Cesare. Si trattava di un centro di grande importanza strategica, essendo equidistante dal Piave e dal Livenza, nonché, in direzione nord-sud, dal Cansiglio (detti monti Opitergini) e dalla laguna di Venezia (all'epoca laguna opitergina). Il suo territorio si estendeva, prima dello sviluppo di Concordia Sagittaria, fino al Tagliamento. Già a partire dal II secolo. la città fu più volte saccheggiata dai barbari, fino alla definitiva distruzione avvenuta a opera di Grimoaldo intorno al 667.

### Patavium
Durante la dominazione romana Patavium, com'era allora conosciuta, fu una delle più ricche città dell'Impero grazie, anche, all'allevamento di cavalli, era inoltre l'unica città in Italia ad avere un circo come Roma. In età augustea Padova divenne parte della X Regio che aveva come capitale Aquileia, cui era collegata grazie alla via Annia che partiva da Adria. Nel 452-453 la città fu devastata dall'invasione degli Unni di Attila.

### Pola

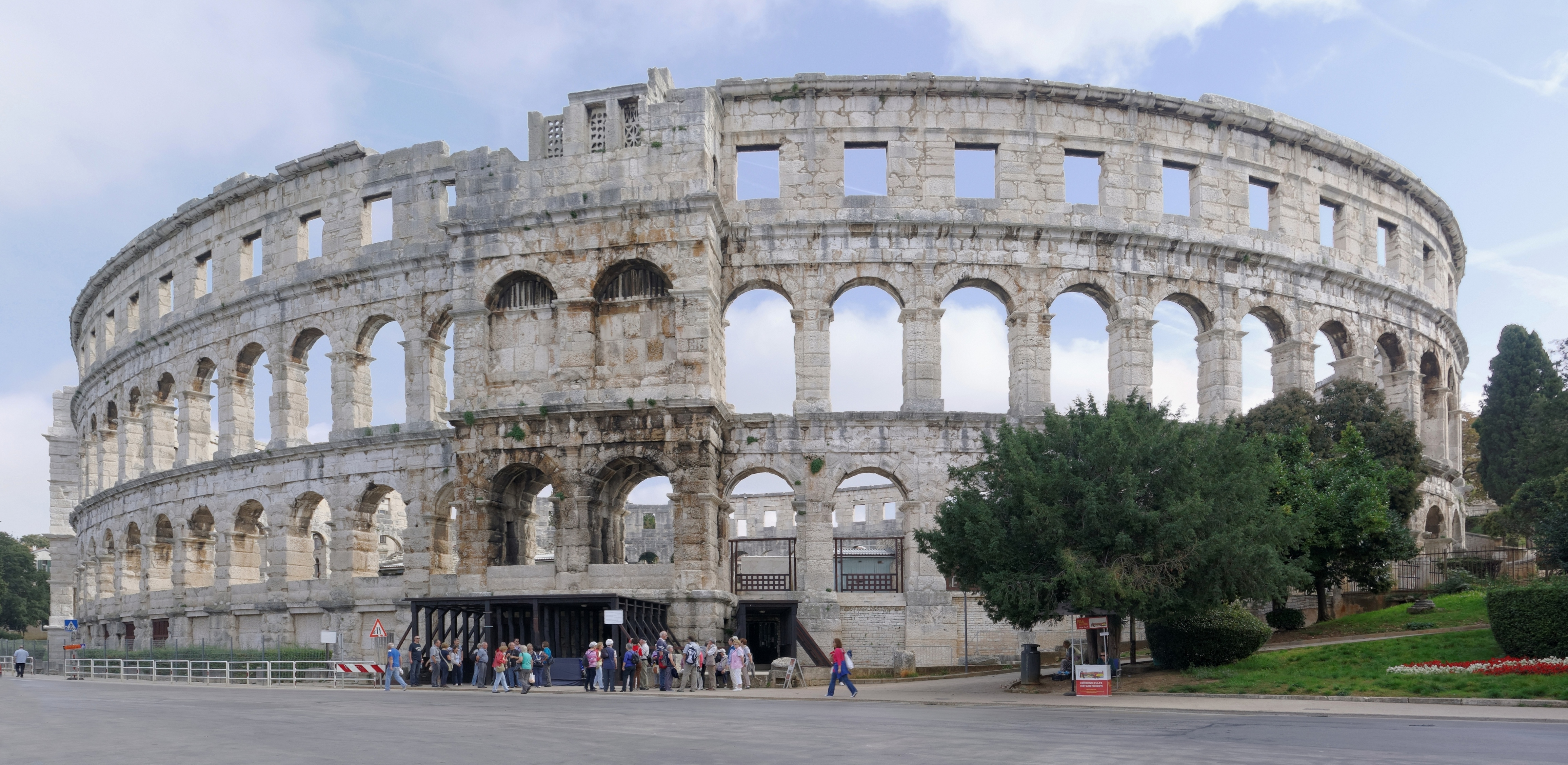
Arena di Pola

La romana Pola, fondata presso il sito di un preesistente castelliere, si sviluppò in particolare a partire dal I secolo a.C. succedendo nel ruolo di principale centro urbano della regione all'antica Nesactium (Nesazio), massimo centro degli Istri, situata a una decina di km dall'odierna città.
Pola fu una città fiorente, dotata di prestigiose strutture urbane (fra cui un ampio foro, un arco trionfale, un anfiteatro e due teatri) e ornata di templi cui si aggiunsero, nei primi secoli dell'era volgare, alcune basiliche cristiane.
Sconvolta dalle invasioni barbariche (V secolo), la città entrò, successivamente, nell'orbita dell'Impero Romano d'Oriente (VI secolo).

### Pontis Vicus
Pontis Vicus, l'odierna Pontevico, era un centro abitato fondato lungo la via Brixiana, la strada romana consolare che collegava Brixia a Cremona e che passava il fiume Oglio proprio a Pontis Vicus, dando il nome all'abitato di cui era il cardine massimo. Oltre al ponte, era presente anche un porto fluviale, soprannominato portus brixianus in quanto era il punto d'arrivo via fiume delle merci provenienti dal Po e dirette a Brixia. Le due strutture diedero al centro una certa importanza commerciale.

### Tarvisium
Tarvisium, l'odierna Treviso, era un villaggio preesistente, fondato dai Paleoveneti in una regione ricchissima di risorse idriche.
Annessa alla repubblica con lo status di municipium, Tarvisium era un centro di commerci di discreta importanza nella regione.

### Trento

Mappa di Tridentum

La Tridentum romana aveva la qualità di municipium. Sorta già prima della conquista come accampamento militare romano (castrum), divenne municipium tra il 50 e il 40 a.C., e accrebbe la sua importanza notevolmente dopo la campagna augustea. Ancor'oggi le linee di Decumanus e Cardo sono visibili nella struttura abitativa della città, la cui Porta Veronensis meridionale è oggi visibile nel museo diocesano tridentino.

### Verona

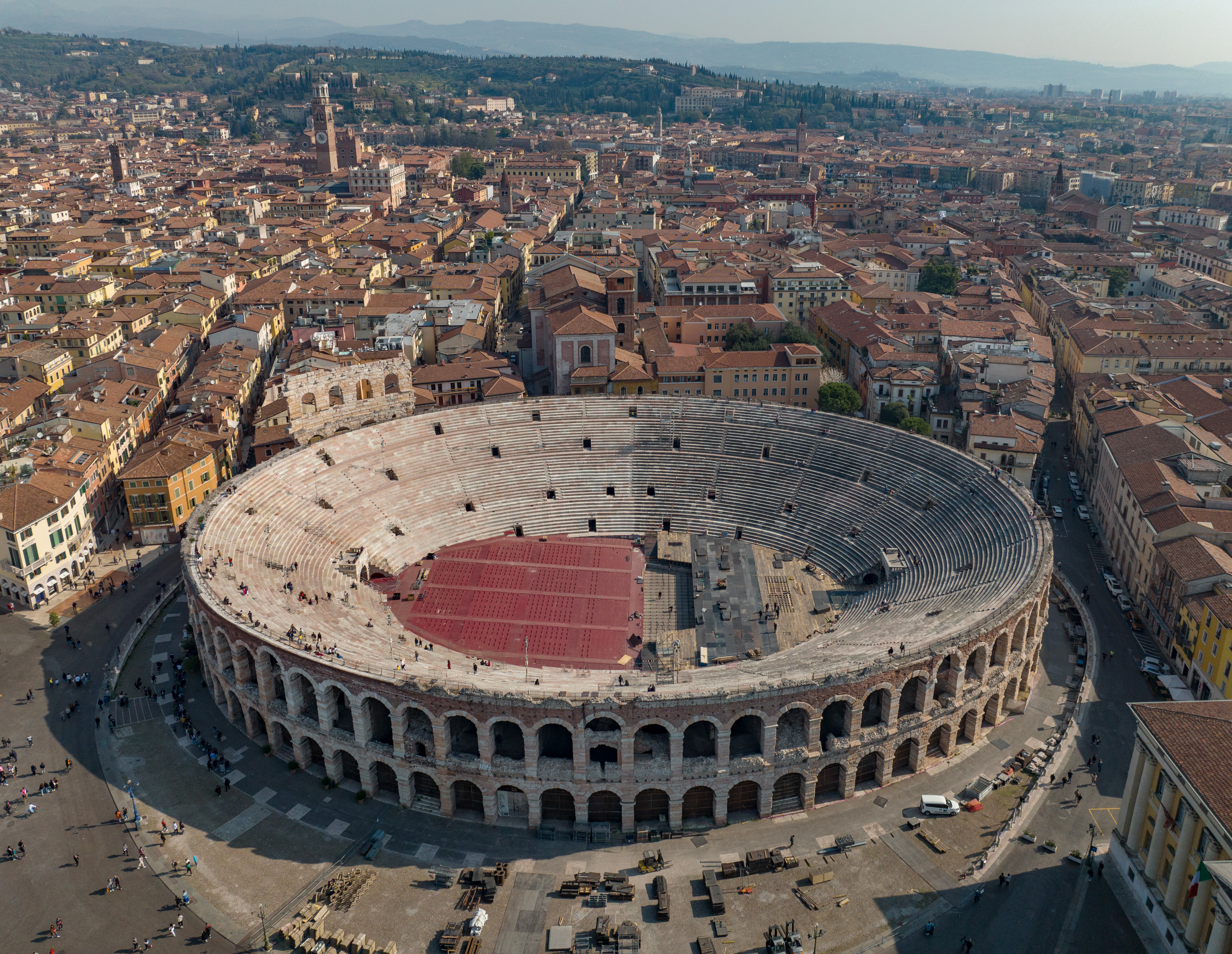
Arena di Verona

I rapporti fra Roma e Verona iniziarono intorno al III secolo a.C. Verona divenne colonia con la Lex Pompeia nell'89 a.C. Nel 42 a.C., Verona cessò di essere colonia e fu elevata al rango di municipium. Fu, questo, l'inizio di secoli di grande splendore, in cui Verona città romana fu ricostruita nell'ansa dell'Adige: il suo importante guado venne sostituito da due ponti, il Ponte Pietra e il Postumio, che aveva anche altre funzioni: fungeva infatti da diga per il Teatro Romano per allestire battaglie navali e da acquedotto per portare acqua corrente in molte case della città. Il Foro era non distante l'odierna Piazza delle Erbe. Fuori dalla città vi erano l'anfiteatro Arena e il Teatro Romano. Essendo un importante Municipio romano al centro dei passaggi verso le frontiere, Verona fu spesso teatro delle lotte civili romane. Gallieno nel 265 allargò le mura della città fino a includervi l'Arena.

### Vicetia
Come altre città venete, al tempo della Guerra civile romana (49-45 a.C.) probabilmente Vicenza parteggiò per Cesare e, in premio, tra il 49 e il 42 a.C. divenne municipium romano optimo iure, cioè con pienezza di diritti civili e politici: non essendo una città conquistata ebbe la possibilità di mantenere le proprie magistrature. A questi anni risalgono la ristrutturazione dell'abitato secondo un tracciato urbanistico ad assi relativamente ortogonali, la sostituzione di abitazioni in legno con costruzioni in pietra o laterizio e l'edificazione delle prime mura.

## Archeologia
La identificazione storica ed etnica del territorio si può ricavare dalla presenza di siti archeologici di insediamenti veneti, contraddistinti dai caratteri materiali specifici e dalle urne cinerarie, spesso chiamati venetici senza che vi sia alcuna distinzione se non di lingua.